# Cleofa (nome)
Cleofa  è un nome proprio di persona italiano maschile.

## Varianti
- Maschili: Cleopa, Clopa
  - Alterati: Cleofino[2][3]
- Femminili: Cleofe[1][2][3], Cleope[3]
  - Alterati: Cleofina[2][3]

### Varianti in altre lingue
- Basco: Kelopa[4]
- Catalano: Cleofàs[4]
- Greco biblico: Κλωπᾶς (Klopâs)[1][5][6], Κλεοπᾶς (Kleopâs)[1], Κλεόπας (Kleòpas)[1]
- Latino: Clopas, Cleophas
- Spagnolo: Cleofás[4]

## Origine e diffusione

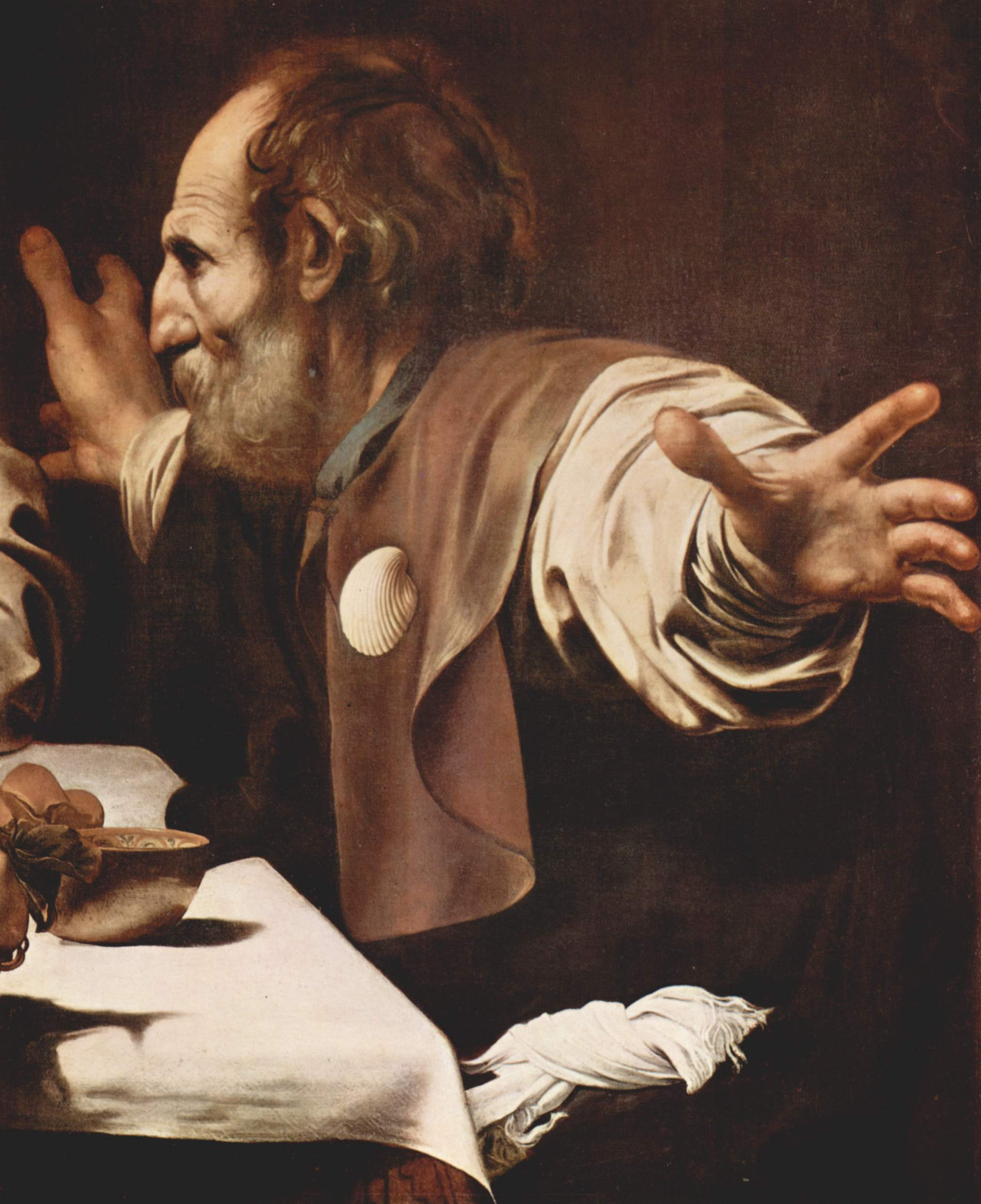
Cleopa da un dettaglio della Cena in Emmaus del Caravaggio

Si tratta di un nome di tradizione biblica, portato nel Nuovo Testamento da diversi personaggi d'importanza minore; tra questi sono da segnalare Cleofa, il marito di Maria di Cleofa (una delle "tre Marie" presenti alla crocifissione di Gesù, Gv19,25), e Clopa, uno dei discepoli di Emmaus (Lc24,18). I loro nomi, che dovevano evidentemente essere in uso negli ambienti aramaici dell'epoca, sono attestati tramite il greco biblico rispettivamente come Κλωπᾶς (Klopâs) e Κλεοπᾶς (Kleopâs), la cui etimologia è dubbia. Secondo alcune fonti sono di origine aramaica, ma dal significato oscuro, mentre secondo altre interpretazioni sono invece effettivamente nomi greci, per la precisione forme abbreviate di Κλεόπατρος (Kleopatros, ossia Cleopatro); altre fonti ancora separano i due nomi, riconducendo Κλεοπᾶς (Kleopâs) alla suddetta origine greca, e Κλωπᾶς (Klopâs) al nome ebraico קלרפא (Qlopa).
Il nome, anticamente solo maschile, in italiano possiede una forma femminile, Cleofe: questa deriva dal nome di Maria di Cleofa, che nella Vulgata della Bibbia viene chiamata Maria Cleophae, in italiano "Maria Cleofe", dove "Cleofe" venne scambiato per un appellativo o secondo nome. Tale nome risultava moderatamente diffuso intorno all'inizio del Novecento, ma negli anni '50 era già in declino; secondo dati pubblicati negli anni '70, era attestato per due terzi dei casi in Lombardia e a Roma, e per il resto disperso nel Centro-Nord, con la variante "Cleope" propria invece del Sud Italia.

## Onomastico
L'onomastico può essere festeggiato il 25 settembre in memoria di san Cleofa o Clopa, uno dei discepoli di Emmaus, oppure il 24 aprile in memoria di santa Maria di Cleofa.

## Persone

### Variante femminile Cleofe
- Suor Cleofe, religiosa italiana
- Cleofe Borromeo Gabrielli, poetessa italiana
- Cleofe Malatesta, figlia di Malatesta I e moglie di Teodoro Paleologo

## Il nome nelle arti
- Cleophus James, è un personaggio presente nel film The Blues Brothers, interpretato da James Brown.
- Cleofe Diotallevi, è un personaggio della serie televisiva Un medico in famiglia, interpretata da Leila Durante.